# Kiss and Say Goodbye
Singles de The Manhattans
Hurt
(1975) I Kinda Miss You
(1976)
Kiss and Say Goodbye est une chanson du groupe américain The Manhattans. Elle est sortie en mars 1976 comme deuxième extrait de l'album The Manhattans. La chanson est écrite et composée par Winfred Lovett, le chanteur basse du groupe, qui assure l'introduction parlée de la chanson.
La chanson connaît un succès international, apparaissant dans les hit-parades de nombreux pays et atteignant la première place du Billboard Hot 100, du Hot Soul Singles et du Cash Box Top 100 aux États-Unis, ainsi qu'en Belgique, aux Pays-Bas et en Nouvelle-Zélande.

## Crédits
Crédits adaptés de Discogs
- Gerald Alston (en) – chant
- Winfred Lovett – paroles, musique, voix (introduction)
- Bobby Martin – arrangements

Production
- Bobby Martin et The Manhattans – producteurs
- Kenny Present – prise de son
- Stuart J. Romaine (SJR) – mastérisation[2]
- Kenny Present – ingénieur du son

## Classements et certifications
| Classement (1976–1977)                 | Meilleure position |
| -------------------------------------- | ------------------ |
| Afrique du Sud (Springbok Top 20)      | 12                 |
| Allemagne de l'Ouest (Media Control)   | 10                 |
| Australie (Kent Music Report)          | 4                  |
| Autriche (Ö3 Austria Top 40)           | 3                  |
| Belgique (Flandre Ultratop 50 Singles) | 1                  |
| Canada (Top Singles)                   | 7                  |
| Canada (Adult Contemporary Tracks)     | 26                 |
| États-Unis (Hot 100)                   | 1                  |
| États-Unis (Easy Listening)            | 12                 |
| États-Unis (Hot Soul Singles)          | 1                  |
| États-Unis (Cash Box Top 100)          | 1                  |
| États-Unis (Cash Box Top R&B)          | 1                  |
| États-Unis (Record World)              | 1                  |
| États-Unis (Record World R&B Singles)  | 1                  |
| Europe (Europarade)                    | 1                  |
| France (SNEP)                          | 20                 |
| Irlande (IRMA)                         | 7                  |
| Norvège (VG-lista)                     | 11                 |
| Nouvelle-Zélande (RMNZ)                | 1                  |
| Pays-Bas (Nederlandse Top 40)          | 1                  |
| Pays-Bas (Nationale Hitparade)         | 1                  |
| Royaume-Uni (UK Singles Chart)         | 4                  |
| Suède (Sverigetopplistan)              | 7                  |
| Suisse (Schweizer Hitparade)           | 7                  |

| Classement (1976)                    | Position |
| ------------------------------------ | -------- |
| Allemagne de l'Ouest (Media Control) | 40       |
| Australie (Kent Music Report)        | 34       |
| Autriche (Ö3 Austria Top 40)         | 17       |
| Belgique (Flandre Ultratop)          | 21       |
| Canada (Top Singles)                 | 88       |
| États-Unis (Hot 100)                 | 6        |
| États-Unis (Hot Soul Singles)        | 3        |
| États-Unis (Cash Box Top 100)        | 3        |
| États-Unis (Cash Box Top R&B)        | 2        |
| Nouvelle-Zélande (RMNZ)              | 7        |
| Pays-Bas (Nederlandse Top 40)        | 5        |
| Pays-Bas (MegaCharts)                | 4        |
| Royaume-Uni (UK Singles Chart),      | 25       |

| Classement (1958–2018)         | Position |
| ------------------------------ | -------- |
| États-Unis (Billboard Hot 100) | 248      |

### Certifications
| Pays (1976)                    | Certification | Ventes     |
| ------------------------------ | ------------- | ---------- |
| Canada (CRIA)                  | Or            | 75 000*    |
| États-Unis (RIAA)              | Platine       | 2 000 000^ |
| Royaume-Uni (BPI)              | Argent        | 250 000^   |
| *Ventes selon la certification |               |            |